# Stavtrup
Stavtrup är en stadsdel i Århus, cirka 6 km väster om centrala Århus. Den ligger i Århus kommun och Region Mittjylland.
Området Stavtrup-Ormslev som även omfattar den mindre kyrkbyn Ormslev har 5 874 invånare.